# Itsy Bitsy Spider (película)
Itsy Bitsy Spider es un cortometraje de animación, producido en 1992 en los Estados Unidos. Este cortometraje es una versión para niños de Terminator y RoboCop. En este cortometraje, descubrimos que una chica de la gran ciudad (Leslie) tiene una amiga llamada Itsy, que resulta ser una araña.

## Argumento
Leslie McGroarty está tomando clases de piano con una maestra de música muy estricta (propietaria de un gato, Langston), acompañada por su amiga araña, Itsy. Un día, la maestra, asustada por la pequeña araña, llama a un exterminador para matarla. El exterminador utiliza varios métodos extremos para tratar de matar a Itsy, después de que los métodos más utilizados hayan sido en vano. Sin embargo, todos los intentos del exterminador fracasan: no puede matar a la araña mientras sus métodos extremos le causan dolor, dañan la casa de la mujer y lastiman al gato de esta última. Leslie termina descubriendo que el exterminador es un robot, y aunque sus métodos continúan volviéndose cada vez más letales, usando aspiradoras y venenos para explosivos y armas de fuego, finalmente explota la casa del maestro.
Al final de la película, Itsy finalmente se reúne con Leslie (quien salió de la casa del instructor antes de que el exterminador comience a usar el lanzallamas), se van a su casa en la gran ciudad.
- Datos: Q3155999